# Orden del Toisón de Oro
La Insigne Orden del Toisón de Oro es una orden de caballería fundada en 1429 por el duque de Borgoña y conde de Flandes, Felipe III de Borgoña. Es una de las órdenes de caballería más prestigiosas y antiguas de Europa, y está muy ligada a la dinastía de los Habsburgo y a las coronas de Austria y España. El actual gran maestre de la rama española es Felipe VI, rey de España, y el actual de la rama austriaca es Carlos de Habsburgo-Lorena, jefe de la Casa de Habsburgo. Llevan anexo el tratamiento de excelencia, siempre que su titular no posea otro de mayor rango.

## Historia

### Origen en el Ducado de Borgoña
El ducado de Borgoña fue convirtiéndose, desde los tiempos de Ricardo I el Justiciero en el 880 hasta la llegada de Felipe III el Bueno de Borgoña en 1419, en un territorio económicamente poderoso. Felipe III intentó convertir el ducado en un nuevo Estado situado entre Francia y el Sacro Imperio, recuperando así el antiguo reino de la Lotaringia, surgido de la herencia de Carlomagno. Felipe III, mediante herencia, fue incorporando a su poder los condados de Flandes, Artois, los ducados de Brabante, Luxemburgo y Limburgo, junto a los feudos de Henao, Zelanda y Holanda. Por ello, Felipe III el Bueno fue llamado también gran duque de Occidente.
Era preciso crear una institución para garantizar la fidelidad de los grandes hombres de todos esos territorios a cambio de dejarles participar en la vida política. Inglaterra era aliada de este ducado y en 1422 Felipe III fue elegido miembro de la Orden de la Jarretera, pero este rehusó para no indisponerse con el rey de Francia, Carlos VII de Valois. Por ello, optó por crear una orden propia, la Orden del Toisón de Oro inspirándose en el modelo de la Orden de la Jarretera.
Los duques de Borgoña ya tenían una orden de caballeros anterior, la Orden de la Pasión, que se había constituido con protocolos y empaque similares a la Orden del Dragón. Los principios de la Orden del Toisón también se relacionaban con la lucha contra el poder otomano y la liberación de los Santos Lugares.
Su constitución se realiza en 1429 conmemorando la celebración de su matrimonio con la princesa portuguesa Isabel de Avis, hija del rey de Portugal Juan I, boda que se celebró en la ciudad de Brujas el 10 de enero de 1430.
Siguiendo su modelo inglés, la Orden estaba en origen restringida a un número limitado de caballeros, primero 24 pero incrementado a 30 en 1433 y a 51 en 1516. Los miembros de la Orden no podían ser «herejes» y por tanto se convirtió en una distinción exclusivamente católica durante la Reforma.
La bula de confirmación de la Orden y de aprobación de sus constituciones y ordenanzas la dio el papa Eugenio IV el 7 de septiembre de 1433, siendo las dignidades de la Orden cuatro: el canciller, el tesorero, el rey de armas y el secretario.

### Evolución
Felipe III celebró diez capítulos de la Orden. En el séptimo capítulo, reunido en Gante, Alfonso el Magnánimo, rey de Aragón, fue el primer no borgoñón en recibir el collar. El duque Carlos el Temerario, heredero de Felipe III, introdujo un mayor boato en el ceremonial, el ropaje, el cónclave y los oficios religiosos.
Carlos falleció en 1477 y la herencia del título correspondió a su hija María de Borgoña, sin embargo, en aquel entonces una mujer no podía presidir la Orden, por lo que este título fue para su marido, el emperador del Sacro Imperio Romano Germánico Maximiliano I de Austria, padre de Felipe I el Hermoso y abuelo del emperador del Sacro Imperio Carlos I de España y V de Alemania. Con estos dos monarcas se produjo una vinculación entre la Orden y España, en tanto están vinculados al Ducado de Borgoña. El gran maestrazgo correspondería al título de rey de España por bulas de los pontífices Gregorio XIII, de 1574, y de Clemente VIII, de 1600.

## Simbología

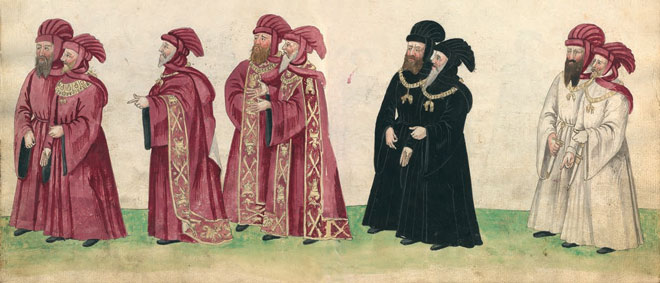
Códice de Trajes de la Orden del Toisón de Oro. En el capítulo de Valenciennes Carlos el Temerario estableció el uso del chaperón, ropa talar y manto de terciopelo carmesí con forro de raso blanco y en cuyo borde aparecían bordadas las divisas ducales. Para el oficio de difuntos se utilizaba paño negro y en el que se celebraba en honor a la Virgen, el tercer día capitular, los caballeros llevaban vestiduras blancas de damasco.

El carnero era ya un símbolo de la ciudad de Brujas, que contaba con una importante industria lanar. Con la elección del vellocino de oro, el duque hacía referencia a la leyenda de Jasón en la nave Argo. Esto enlazaba también a la nueva vocación marinera de Borgoña gracias a sus puertos en los Países Bajos.
En la leyenda, Jasón debe dirigirse a la Cólquida, actual Georgia, donde los tracios tendían pieles de oveja en los ríos auríferos para recubrirlas de escamas de oro y luego las dejaban en un árbol para que se secasen. Jasón debía rescatar el vellocino de oro de un ciprés para devolverlo a la Hélade y ocupar con justicia el trono de Yolcos. Los argonautas, entre los que estaba Hércules, debían ayudarle en su empeño. Jasón podría representar a Felipe III y los Argonautas serían los hombres que están con él en la orden.
Los eslabones del collar del gran maestre tienen la letra B, en referencia a Borgoña. Entre los eslabones está la llama, símbolo de Prometeo, garante último del vellocino, pero también el símbolo que aparece en la divisa del duque rotulada con el lema: «Ante ferit quam flamma micet» («Hiere antes de que se vea la llama»).
A este símbolo griego se le añadió otro cristiano. Gedeón, juez de Israel, había pedido a Dios que mostrase su favor dejando caer gotas de rocío sobre una piel de cordero antes de atacar con solo 300 hombres al ejército de los madianitas. Las gotas de rocío también se relacionaron con la pureza de la Virgen, a quien se encomendaba la Orden. El patrón de Borgoña y de la Orden era san Andrés, que había sido martirizado en una cruz en forma de X, por lo que esta cruz también es muy importante en la simbología de la orden. La B del collar se une también formando el aspa.

## Capítulos de la Orden

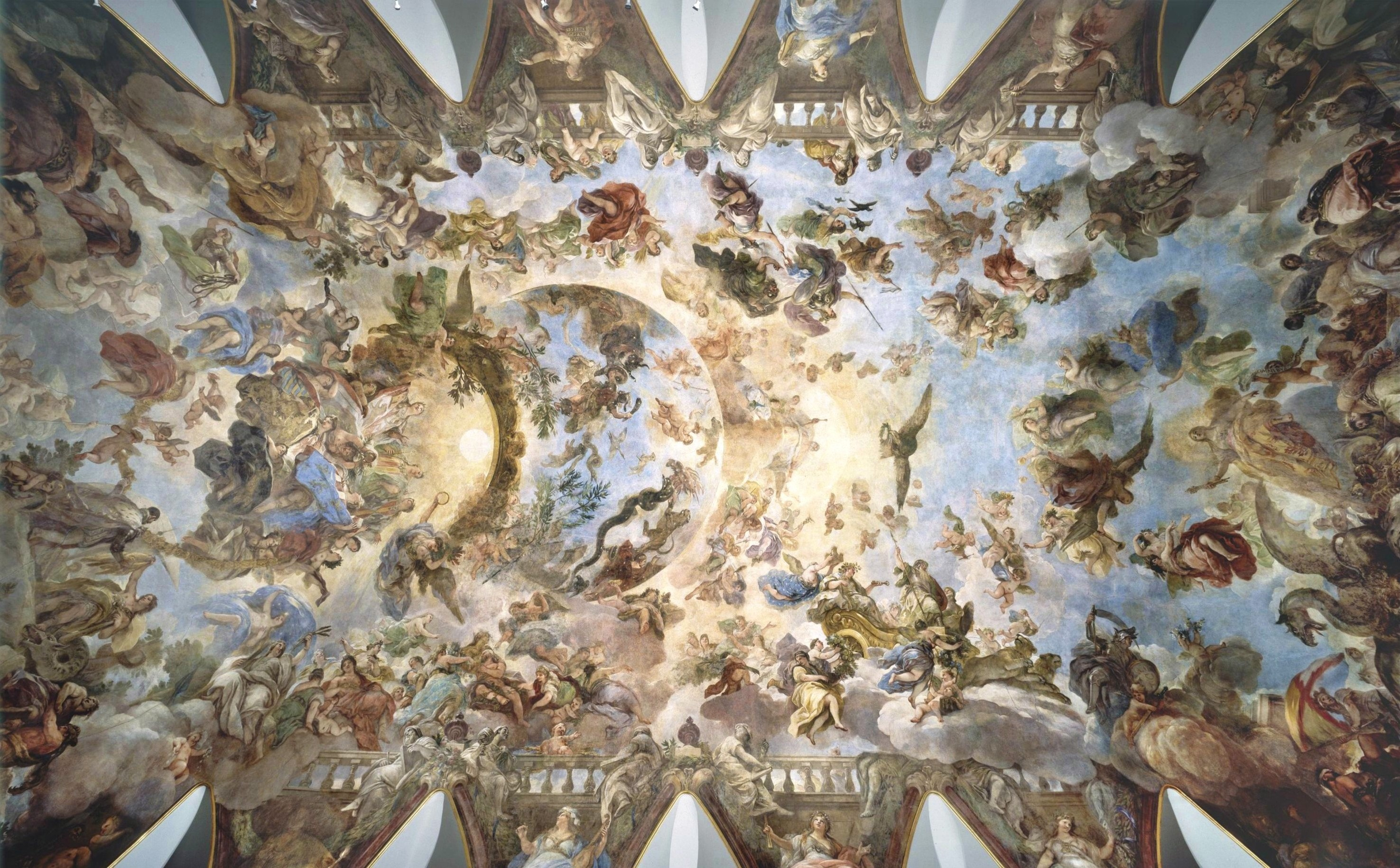
Pintura conocida como Alegoría del Toisón de Oro o como La fundación de la Orden del Vellocino de Oro y la Apoteosis de la Monarquía Española pintada por Luca Giordano en el siglo XVII en una bóveda del Casón del Buen Retiro de Madrid. A la izquierda está Felipe III de Borgoña recibiendo el vellocino de oro de manos de Hércules y a la derecha está pintada una alegoría del esplendor de la monarquía hispánica.

| Número | Año  | Soberano gran maestre    | Lugar de celebración |
| ------ | ---- | ------------------------ | -------------------- |
| I      | 1431 | Felipe III de Borgoña    | Lille                |
| II     | 1432 | Felipe III de Borgoña    | Brujas               |
| III    | 1433 | Felipe III de Borgoña    | Dijon                |
| IV     | 1435 | Felipe III de Borgoña    | Bruselas             |
| V      | 1436 | Felipe III de Borgoña    | Lille                |
| VI     | 1440 | Felipe III de Borgoña    | Saint-Omer           |
| VII    | 1445 | Felipe III de Borgoña    | Gante                |
| VIII   | 1451 | Felipe III de Borgoña    | Mons                 |
| IX     | 1456 | Felipe III de Borgoña    | La Haya              |
| X      | 1461 | Felipe III de Borgoña    | Saint-Omer           |
| XI     | 1468 | Carlos el Temerario      | Brujas               |
| XII    | 1473 | Carlos el Temerario      | Valenciennes         |
| XIII   | 1478 | Maximiliano de Habsburgo | Brujas               |
| XIV    | 1481 | Maximiliano de Habsburgo | Bolduque             |
| XV     | 1491 | Felipe el Hermoso        | Malinas              |
| XVI    | 1501 | Felipe el Hermoso        | Bruselas             |
| XVII   | 1505 | Felipe el Hermoso        | Middelburg           |
| XVIII  | 1516 | Carlos I de España       | Bruselas             |
| XIX    | 1519 | Carlos I                 | Barcelona            |
| XX     | 1531 | Carlos I                 | Tournai              |
| XXI    | 1546 | Carlos I                 | Utrecht              |
| XXII   | 1555 | Felipe II                | Amberes              |
| XXIII  | 1559 | Felipe II                | Gante                |

## Grandes maestres de la Orden

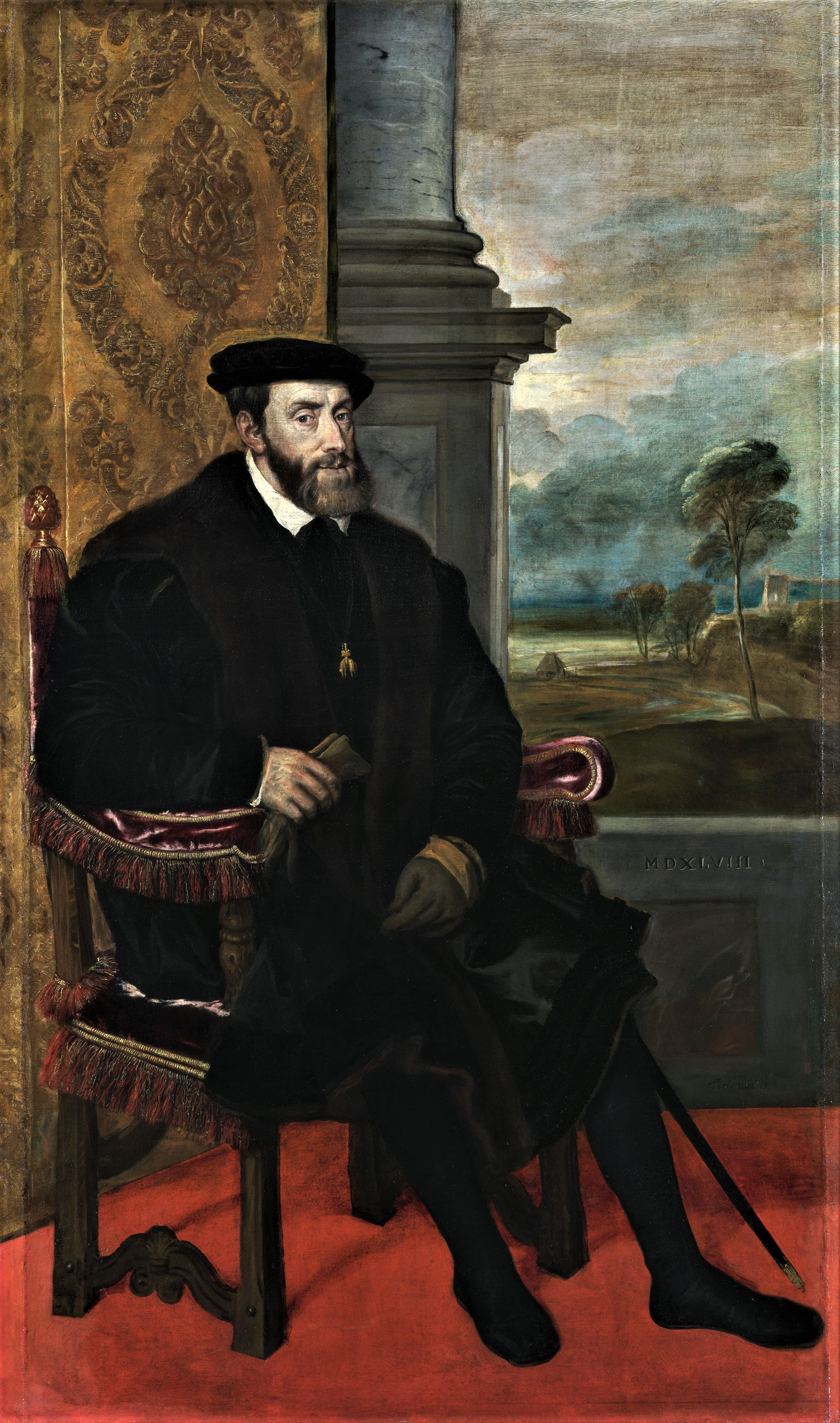
Carlos I en un retrato, atribuido a Lambert Sustris, donde se aprecia la insignia del Toisón a modo de colgante.

- Felipe III, duque de Borgoña, fundador (10 de enero de 1430-1467).
- Carlos «el Temerario», duque de Borgoña (1467-1477).
- Maximiliano I, emperador del Sacro Imperio Romano Germánico (1478-1482).
- Felipe I, rey de Castilla y duque de Borgoña (1482-1506).
- Carlos I, rey de España y emperador del Sacro Imperio Romano Germánico (1506-1555).
- Felipe II, rey de España y Portugal (1555-1598).
- Felipe III, rey de España y Portugal (1598-1621).
- Felipe IV, rey de España y Portugal (1621-1665).
- Carlos II, rey de España (1665-1700).

A la muerte de Carlos II de España, los dos pretendientes al trono, Felipe de Anjou (futuro Felipe V) y el archiduque Carlos (futuro emperador Carlos VI del Sacro Imperio Romano Germánico), ostentaron la dignidad de grandes maestres de la orden.
En 1725, un tratado entre ambos soberanos reconoció a Carlos VI la dignidad de gran maestre de forma vitalicia. Sin embargo, a su muerte, los emperadores del Sacro Imperio primero y los de Austria después siguieron ostentando el gran maestrazgo de la rama austríaca de la orden, pese a las protestas de los soberanos españoles, quienes cuestionaron su legitimidad.

### Grandes maestres del Toisón de Oro en España

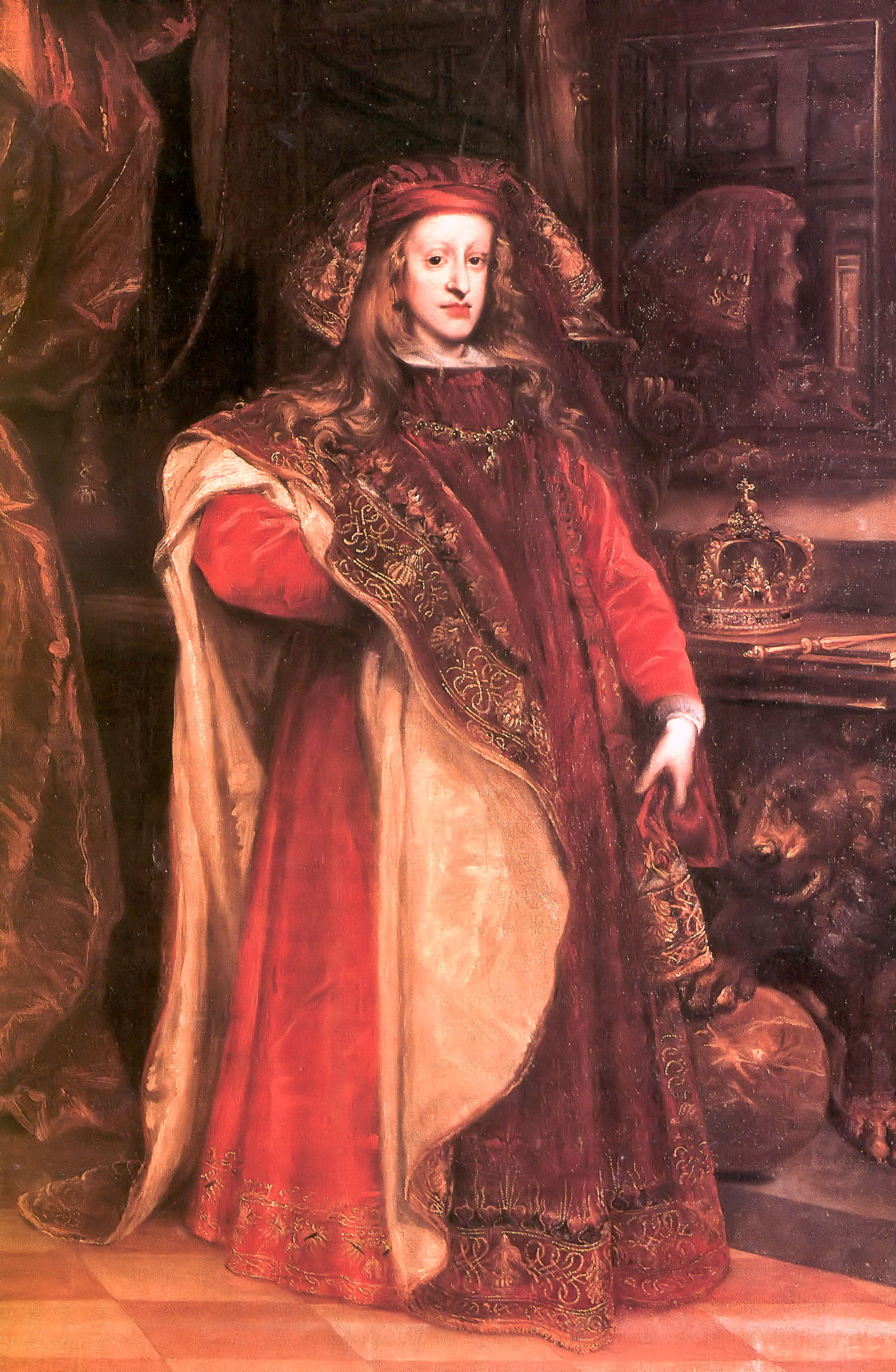
Carlos II como gran maestre de la Orden del Toisón de Oro por Juan Carreño de Miranda.

- Felipe V, rey de España (1700-1724 y 1724-1746).
- Luis I, rey de España (1724).
- Fernando VI, rey de España (1746-1759).
- Carlos III, rey de España (1759-1788).
- Carlos IV, rey de España (1788-1808).

Existieron ciertas controversias acerca de su concesión durante la Guerra de la Independencia. El hecho de que el rey José I se arrogara el maestrazgo de la orden y concediera el Toisón de Oro a Napoleón causó el enfado del exiliado rey de Francia Luis XVIII, que devolvió su distinción en protesta. A su regreso, el rey Fernando VII revocó todas las distinciones concedidas por José Bonaparte.
En 1812, la Regencia española concedió el Toisón de Oro al duque de Wellington, lo que fue confirmado por el rey Fernando VII al tomar el poder en 1813, tras consultarlo con el papa Pío VII. De esta forma, el duque de Wellington fue el primer protestante en ostentar esta distinción. Posteriormente, también cristianos ortodoxos recibieron esta dignidad.
- Fernando VII, rey de España (1808-1833).
- Isabel II, reina de España (1833-1868).

También durante las Guerras Carlistas, los partidarios de Carlos María Isidro de Borbón cuestionaron la legitimidad de Isabel II como gran maestre de la Orden y su derecho a otorgar el Toisón de Oro.
- Amadeo I, rey de España (1870-1873).
- Alfonso XII, rey de España (1874-1885).
- Alfonso XIII, rey de España (1886-1931; gran maestre hasta 1941).
- Juan de Borbón y Battenberg, pretendiente al trono de España y conde de Barcelona (1941-1977).
- Juan Carlos I, rey de España (1977-2014).
- Felipe VI, rey de España (2014-presente).

### Grandes maestres del Toisón de Oro en Austria
Felipe de Anjou fue proclamado rey de Castilla en las Cortes el 8 de mayo de 1701, recibiendo la dignidad de gran maestre de la Orden. Además, el 17 de septiembre juró los fueros de Aragón Y el 4 de octubre de 1701 juró las constituciones catalanas. En mayo de 1702 comenzó la Guerra de Sucesión en Europa, pasando con posterioridad a sublevarse contra Felipe V la mayor parte de los territorios de la Corona de Aragón. Esta guerra tuvo su fin con el Tratado de Utrecht de 1713, donde se reconoció a Felipe de Borbón como rey de España.

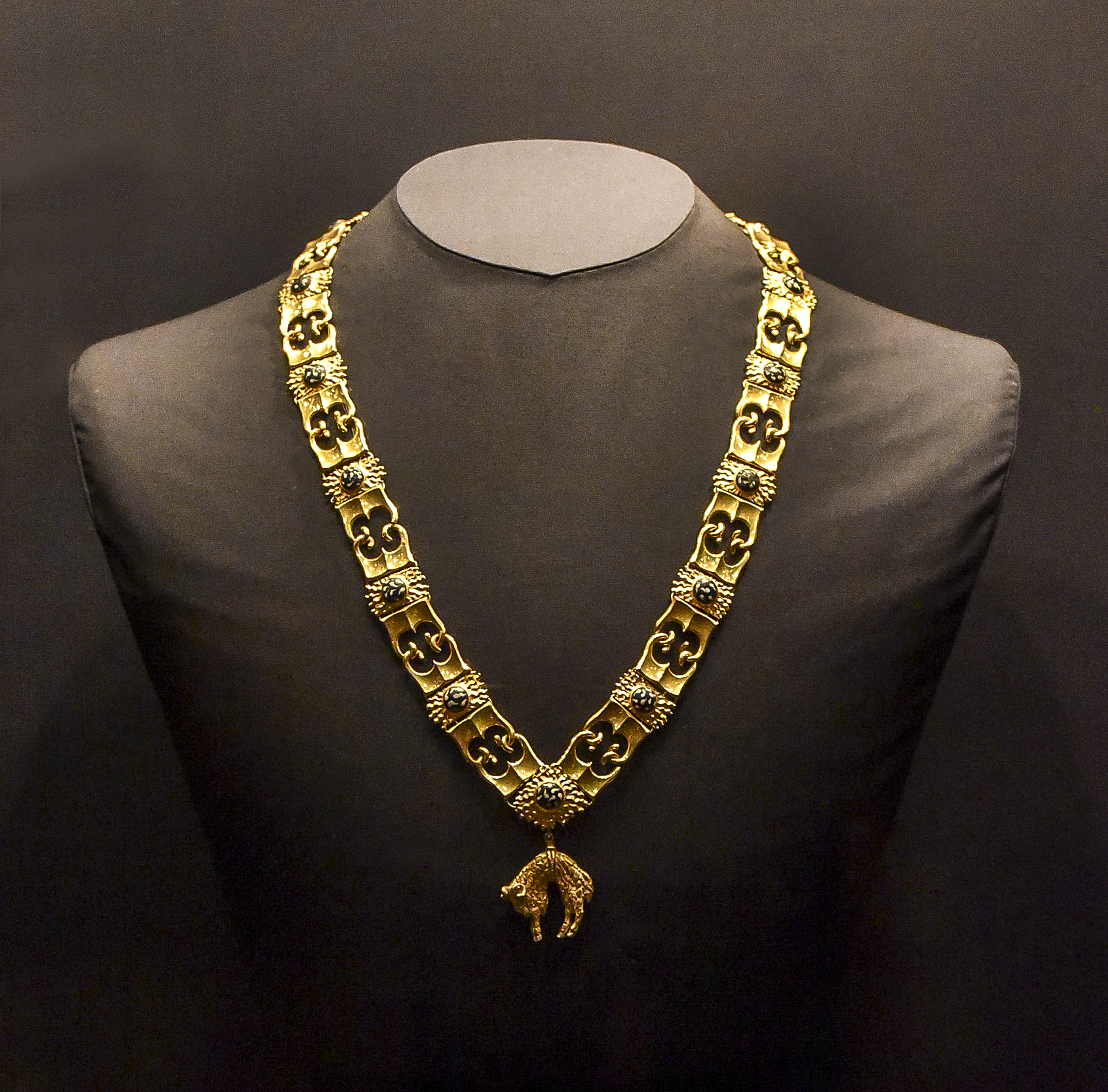
Collar de la Orden del Toisón de Oro austríaca, conservado en la Cámara del Tesoro en Viena.

A partir de 1711 Carlos de Austria pasó a ser emperador del Sacro Imperio Romano Germánico y otorgó toisones por su cuenta, naciendo así la rama austriaca de la orden, separada de la española. En 1725 Felipe V y Carlos VI firmaron el Tratado de Cambray por el que, aunque Felipe V no renunció al maestrazgo, se permitió al emperador usar los títulos adquiridos de forma vitalicia, para no despojarlo de sus dignidades, aunque este derecho sobre ellos se habría de extinguir con su muerte, cosa que él no cumplió, y el título de gran maestre fue heredado por los subsiguientes emperadores y jefes de la Casa de Austria hasta la actualidad.
Así los maestres de la Orden Austriaca del Toisón de Oro son: 
- Carlos VI, emperador del Sacro Imperio Romano Germánico (1725-1740).
- Francisco I, emperador del Sacro Imperio y duque de Lorena (1740-1765).
- José II, emperador del Sacro Imperio (1765-1790).
- Leopoldo II, emperador del Sacro Imperio (1790-1792).
- Francisco II, emperador del Sacro Imperio (1792-1835).
- Fernando I, emperador de Austria (1835-1848).
- Francisco José I, emperador de Austria (hasta 1867) y luego de Austria-Hungría (1848-1916).
- Carlos I, emperador del Imperio austrohúngaro (1916-1922).

Tras la desaparición del Imperio austrohúngaro, el rey Alberto I de Bélgica reclamó que la dignidad de gran maestre y el tesoro de la Orden le fuesen transferidos como soberano de las tierras de Borgoña. Esta reclamación llegó a ser considerada seriamente durante las negociaciones del Tratado de Versalles, pero finalmente rechazada debido a la intervención del rey Alfonso XIII de España, que tomó posesión de las propiedades de la Orden en nombre del destronado emperador Carlos I de Austria y IV de Hungría. 
El Gobierno de la República de Austria reconoció en 1957 la personalidad jurídica de la orden en Austria, reconociendo la dignidad de gran maestre al archiduque Otto, cabeza de la antigua Casa Imperial. La rama austriaca del Toisón de Oro mantiene los estatutos originales de la orden así como gran parte del tesoro, dado que la sede del mismo se encontraba en Bruselas, territorio que fue asignado a los Habsburgo tras la Guerra de Sucesión al trono de España. 
Cabe, por otra parte, destacar que hoy en día las relaciones existentes entre los jefes de ambas ramas son excelentes y el hecho de que algunos caballeros ostenten tanto el collar español como el austríaco, como el anterior rey Alberto II de Bélgica o el gran duque Enrique de Luxemburgo.
- Otón de Habsburgo-Lorena, hijo de Carlos I de Austria y IV de Hungría (1957-2000).
- Carlos de Habsburgo-Lorena, hijo del anterior (desde 2000).

## Caballeros actuales en España
La Orden tiene en la actualidad 16 miembros: 4 damas y 12 caballeros.
| N.º | Caballero / Dama | Caballero / Dama                       | Armas | Investidura | Notas                                                                                          |
| --- | ---------------- | -------------------------------------- | ----- | ----------- | ---------------------------------------------------------------------------------------------- |
| 1   |                  | Juan Carlos I de España (n. 1938)      |       | 1941        | XXI gran maestre de la Orden (1977-2014) Rey de España (1975-2014)                             |
| 2   |                  | Felipe VI de España (n. 1968)          |       | 1981        | XXII y actual gran maestre de la Orden y rey de España (desde 2014)                            |
| 3   |                  | Carlos XVI Gustavo de Suecia (n. 1946) |       | 1983        | Rey de Suecia (desde 1973)                                                                     |
| 4   |                  | Akihito de Japón (n. 1933)             |       | 1985        | Emperador de Japón (1989-2019)                                                                 |
| 5   |                  | Beatriz de los Países Bajos (n. 1938)  |       | 1985        | Primera dama de la Orden Reina de los Países Bajos (1980-2013)                                 |
| 6   |                  | Margarita II de Dinamarca (n. 1940)    |       | 1985        | Reina de Dinamarca (1972-2024)                                                                 |
| 7   |                  | Alberto II de Bélgica (n. 1934)        |       | 1994        | Rey de los Belgas (1993-2013)                                                                  |
| 8   |                  | Harald V de Noruega (n. 1937)          |       | 1995        | Rey de Noruega, desde 1991                                                                     |
| 9   |                  | Simeón II de Bulgaria (n. 1937)        |       | 2004        | Zar de Bulgaria (1943-1946) Primer ministro de Bulgaria (2001-2005)                            |
| 10  |                  | Enrique de Luxemburgo (n. 1955)        |       | 2007        | Gran duque de Luxemburgo (desde 2000)                                                          |
| 11  |                  | Javier Solana de Madariaga (n. 1942)   |       | 2010        | Secretario general de la OTAN (1995-1999)                                                      |
| 12  |                  | Víctor García de la Concha (n. 1934)   |       | 2010        | Director de la Real Academia Española (1998-2010) Director del Instituto Cervantes (2012-2017) |
| 13  |                  | Nicolas Sarkozy (n. 1955)              |       | 2011        | Presidente de la República Francesa y copríncipe de Andorra (2007-2012)                        |
| 14  |                  | Enrique Iglesias García (n. 1930)      |       | 2014        | Presidente del BID (1988-2005) Secretario general de la SEGIB (2005-2014)                      |
| 15  |                  | Leonor de Borbón (n. 2005)             |       | 2015        | Princesa de Asturias (desde 2014)                                                              |
| 16  |                  | Sofía de Grecia (n. 1938)              |       | 2024        | Reina consorte de España (1975-2014)                                                           |

## El tesoro de la Orden

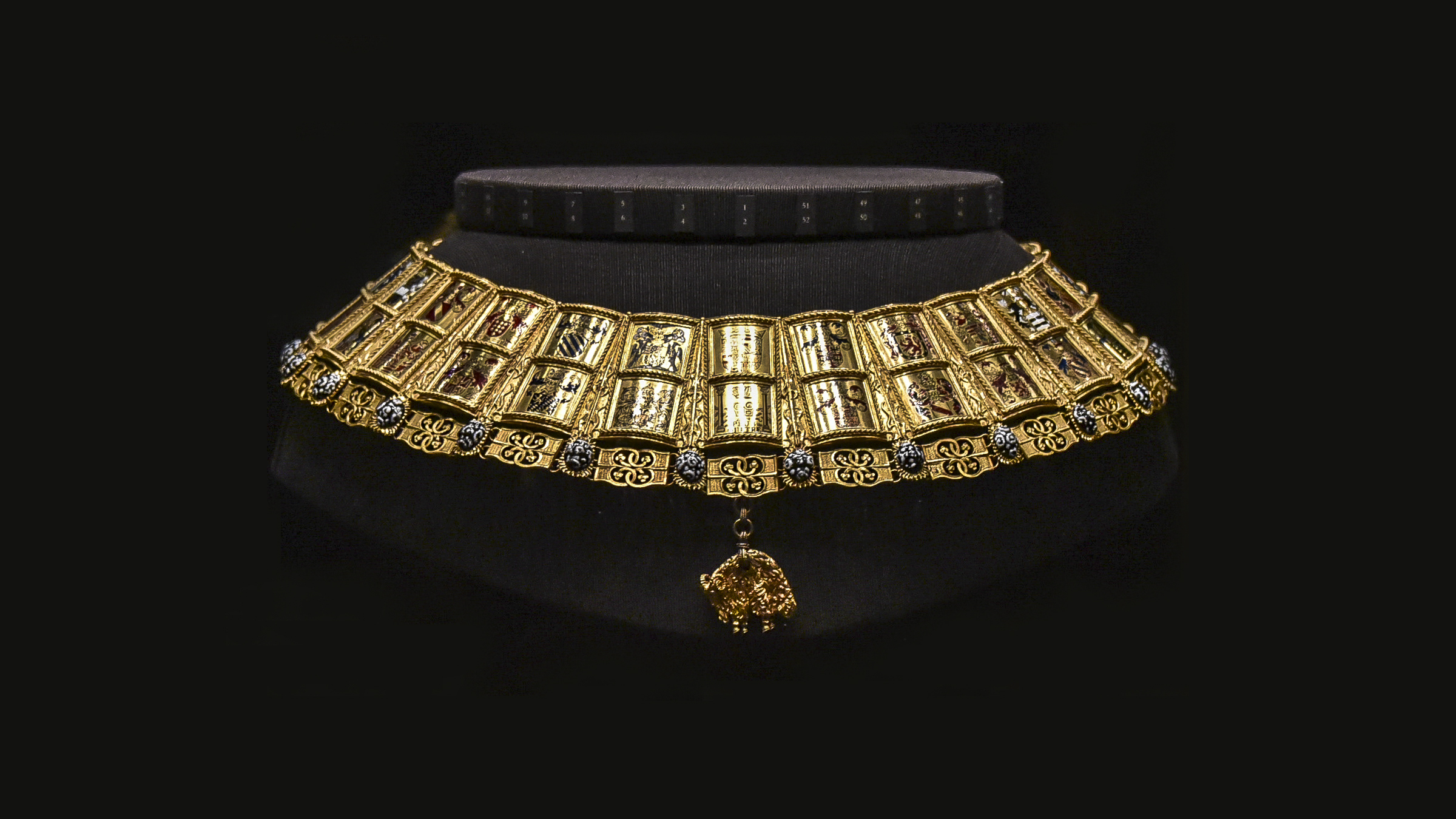
Collar del rey de armas de la Orden del Toisón de Oro de los tiempos de Carlos V

Las joyas de la orden estuvieron durante siglos en Bruselas. Poco después de la Paz de Utrecht se firmó con Carlos VI el Tratado de Rastatt por el que se entregaron al Sacro Imperio los antiguos Países Bajos españoles. Una vez que los austríacos entraron en Bruselas, encontraron todo el tesoro de la Orden intacto.
En 1797, por miedo a la presión generada por la Revolución francesa, se trasladó al palacio de los Habsburgo en Viena. Actualmente el tesoro se encuentra depositado en el Museo de Historia del Arte de la capital austríaca. En dicho tesoro destaca el potence.

### Potence
El potence es el collar histórico empleado por el rey de armas de la Orden del Toisón de Oro. Fue creado por Carlos I de España a mediados del siglo XVI. Es de oro macizo y de grandes dimensiones: 143 centímetros de medida exterior y un radio de 98. Se compone de 51 placas en una fila de dos, teniendo cada placa el escudo de armas de cada uno de los caballeros de la orden. Las dos placas centrales, que se encuentran sobre la insignia del Toisón tienen el Escudo de Carlos I de España (sin el águila) en la placa superior y las dos columnas de Hércules con el lema "Plus Ultra" en la inferior. Curiosamente, las dos columnas fueron añadidas al escudo por consejo de Luigi Marliano a Carlos I en una reunión de la Orden del Toisón de Oro en 1516.

## Insignias
|                                     |
| Collar (Ramas española y austriaca) |

| Rama española                       | Rama española                                     | Rama austriaca     |
|                                     |                                                   |                    |
| Insignia de cuello del gran maestre | Insignia de cuello de caballero y de lazo de dama | Insignia de cuello |

## Desposesión de distinciones
El agraciado con cualesquiera de las categorías que haya sido sentenciado por la comisión de un delito doloso o pública y notoriamente haya incurrido en actos contrario a las razones determinantes de la concesión de la distinción podrá, en virtud de expediente iniciado de oficio o por denuncia motivada, y con intervención del Fiscal de la Real Orden, ser desposeído del título correspondiente a la distinción concedida, decisión que corresponde a quien la otorgó.